# Marten Van der Loo
Marten Van der Loo (Mortsel, 21 december 1880 - Antwerpen, 19 mei 1920) was een Belgische romantisch-realistische kunstschilder en graveur.

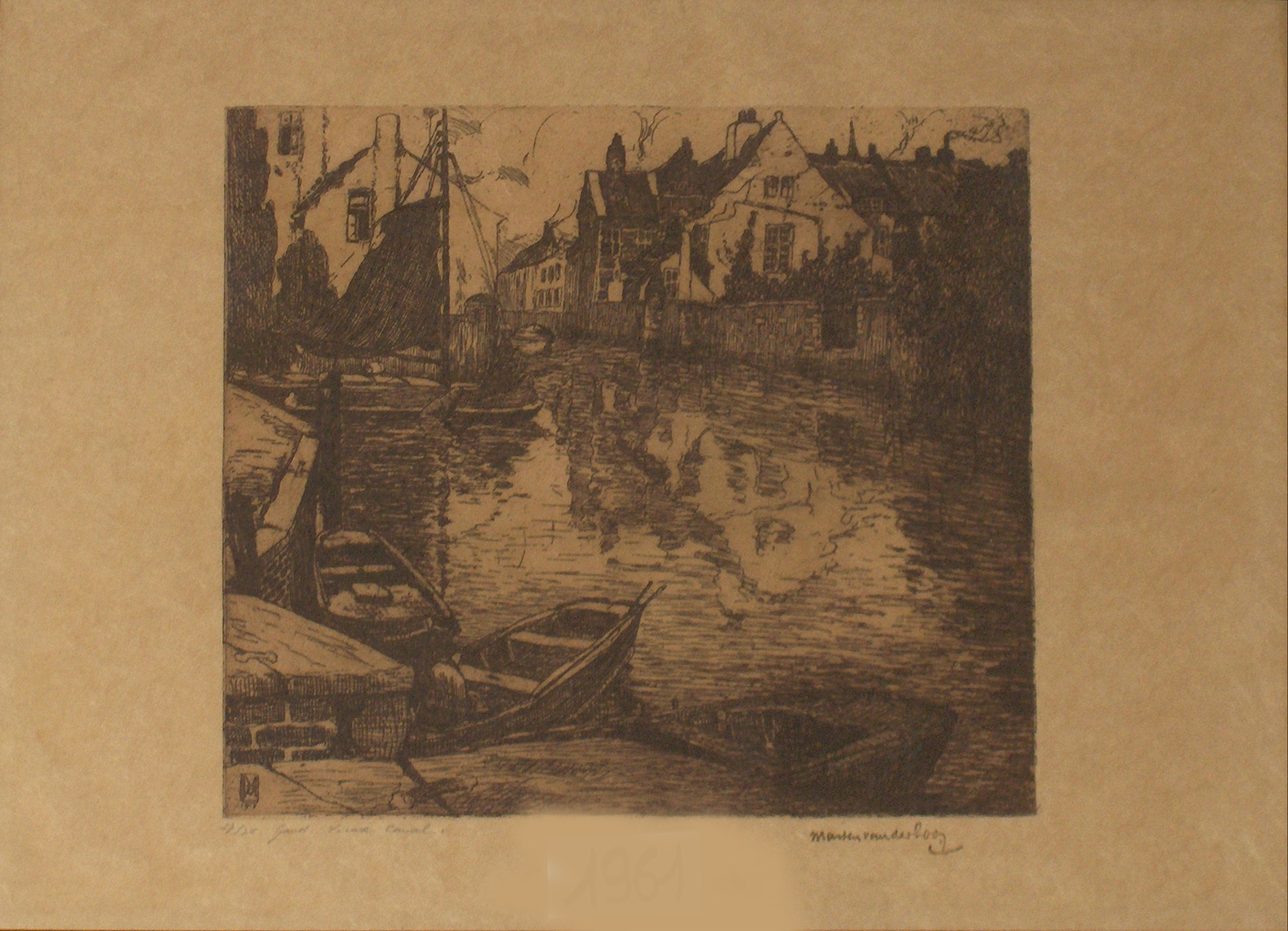
"Het oude kanaal in Gent, ets (1915)

Hij studeerde aan de Academie van Antwerpen onder de etser en graveur Frans Lauwers en de schilder en aquarellist Frans Van Leemputten, Eugène Siberdt en o.l.v. Vinck .
Hij was een schilder en graveur (ets en aquatint) van romantisch-realistische Vlaamse landschappen, stadsgezichten (met een voorliefde voor straatjes met oude huizen) en marines. Als etser was hij autodidact.
Marten Van der Loo werd lid van de kunstgroep "De Scalden" en won met de ets "oude huisjes te Gent" een prestigieuze prijs. Hij nam in 1908 met drie werken deel aan de tentoonstelling in Brugge "Bruges -ses Peintres; Exposition internationale de Beaux-Arts ". Hij hield in 1913 een tentoonstelling in de Brusselse kunstkring Cercle Artistique et Littéraire.

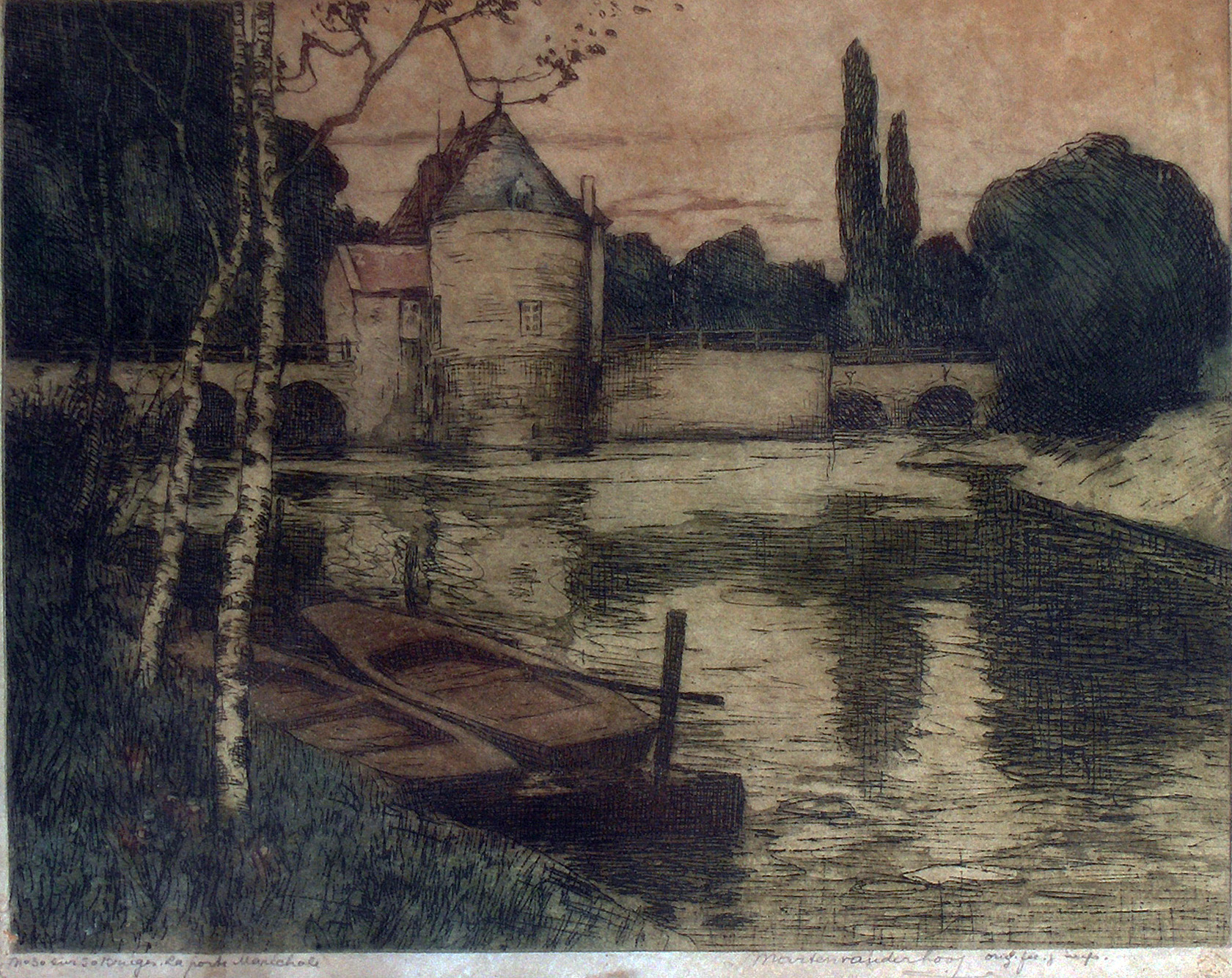
De Smedenpoort te Brugge

Het grafmonument voor Marten Van der Loo bevindt zich op de begraafplaats van Berchem. Het medaillon werd vervaardigd door Floris De Cuyper .